# 6a edició dels Premis Sant Jordi de Cinematografia
La 6a edició dels Premis Sant Jordi de Cinematografia (aleshores oficialment Premios San Jorge) va tenir lloc el 23 d'abril de 1962, patrocinada pel "Cine Forum" de RNE a Barcelona dirigit per Esteve Bassols Montserrat i Jordi Torras i Comamala. L'entrega va tenir lloc en un dels salons de l'Hotel Majestic en un acte presidit per Luis Ezcurra Carrillo, president de RNE, Antonio Martínez Tomás, president de l'Associació de Premsa, i Demetrio Ramos, delegat del Ministeri d'Informació i turisme.

## Premis Sant Jordi
| Categoria                                           | Premiat                           | Labor premiada          |
| --------------------------------------------------- | --------------------------------- | ----------------------- |
| Millor pel·lícula espanyola                         | Plácido                           | Pel·lícula              |
| Millor pel·lícula estrenada                         | El setè segell                    | Ingmar Bergman          |
| Millor director espanyol                            | Luis García Berlanga              | Plácido                 |
| Millor director estranger                           | Ingmar Bergman                    | El setè segell          |
| Millor actor espanyol                               | José Luis López Vázquez           | Plácido                 |
| Millor actor estranger                              | Pietro Germi                      | Un maledetto imbroglio  |
| Millor actriu espanyola                             | Julia Gutiérrez Caba              | A las cinco de la tarde |
| Millor actriu                                       | Annie Girardot                    | Rocco e i suoi fratelli |
| Menció a millor fotografia en pel·lícula espanyola  | Juan Julio Baena Álvarez          | Los golfos              |
| Menció a millor fotografia en pel·lícula estrangera | Maurice Fellous Guy Tabary        | Le Voyage en ballon     |
| Menció a la millor sala de Barcelona                | Cine Alexandra                    | -                       |
| Menció al millor cineclub de Catalunya              | Cine Club San Antonio Abad        | -                       |
| Menció a la millor publicació de cinema             | Cinema Universitario de Salamanca | -                       |
| Millor curtmetratge                                 | Joaquín Sorolla, pintor de la luz | -                       |